# Вале-да-Пинта
Вале-да-Пинта (порт. Vale da Pinta)  —  район (фрегезия) в Португалии,  входит в округ Сантарен. Является составной частью муниципалитета  Карташу. По старому административному делению входил в провинцию Рибатежу. Входит в экономико-статистический  субрегион Лезирия-ду-Тежу, который входит в Рибатежу. Население составляет 1438 человек на 2001 год. Занимает площадь 9,17 км².
Покровителем района считается Дева Мария (порт. Nossa Senhora da Graça). 